# Liste der Monuments historiques in Vieure
Die Liste der Monuments historiques in Vieure führt die Monuments historiques in der französischen Gemeinde Vieure auf.

## Liste der Bauwerke
| Bezeichnung              | Beschreibung                       | Standort | Kennzeichnung | Schutzstatus | Datum | Bild |
| ------------------------ | ---------------------------------- | -------- | ------------- | ------------ | ----- | ---- |
| Château de la Chaussière | Schloss, erbaut 1875               | (Lage)   | PA00093365    | Inscrit      | 2007  |      |
| Château de la Salle      | Schloss, erbaut im 14. Jahrhundert | (Lage)   | PA00093366    | Inscrit      | 2002  |      |

## Liste der Objekte

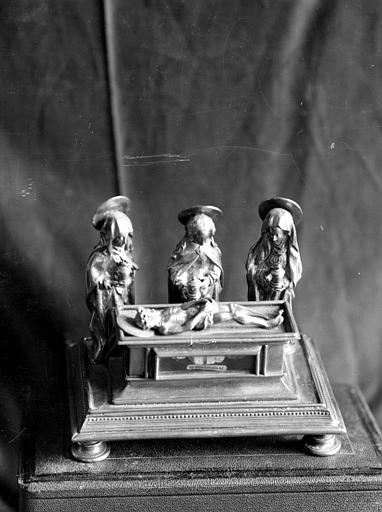
Reliquiar in der Kirche Notre-Dame

- Monuments historiques (Objekte) in Vieure in der Base Palissy des französischen Kultusministeriums